# Damià Torrents Brunet
Damià Torrents Brunet (Vilanova i la Geltrú, 13 de setembre 1883 - 3 de setembre de 1965). Fou un artista escultor, dibuixant i caricaturista. Germà del pintor Martí Joan Torrents i Brunet.
Nasqué a Vilanova però el 1902 la família de Damià es traslladà a Barcelona. Ja havia cursat el batxillerat al Col·legi Samà i després estudià a l'Escola de Belles Arts de Barcelona les assignatures d'estètica i anatomia humana. Li agradava l'escultura i seguí el treball de Manuel Fuxà Leal. El 1905 marxà a París, on residí catorze mesos, per perfeccionar aquesta tècnica. La figura que més l'influí fou August Rodin. Quan tornà a Barcelona es posà a treballar al taller de Pau Carbonell Pascual, escultor vilanoví. El 1911 participà en la VI Exposició Internacional d'Art de Barcelona i el 1912 a l'Exposició Nacional de Belles Arts de Madrid i en una exposició d'artistes vilanovins. El 1912 passà una temporada a Madrid estudiant.
Cap a 1915 retornà a Vilanova. Formà un cenacle o tertúlia amb altres amics artistes, entre ells Francesc Gumà Carreras, anomenada Il·lici. D'ella va néixer la revista Themis. el primer número aparegué el 29 de juny de 1915; la revista fou un exponent de l'avantguarda i Torrents fou el que més temps hi dedicà.
Cap al 1917 entrà com empleat a la fàbrica Pirelli i deixà l'escultura però no deixà de tenir interès en l'estudi de les arts. Entre 1926 i 1929 participà en les exposicions d'Art del Penedès. Durant algun temps fou professor de dibuix a l'Escola Industrial i també al col·legi Samà.
D'obra escultòrica se'n coneix poca. La més visible és el bust en bronze de l'arquitecte Josep Font i Gumà, col·locat (1923) al pati del Castell de la Geltrú; en aquesta època esculpí bustos d'Enric C. Ricart, de Rafael Sala i algun altre. Després de la Guerra Civil, deixà de treballar a la fàbrica Pirelli i aconseguí alguns encàrrecs d'escultura religiosa; el 1941 executà una Immaculada Concepció per a la vila de Vila-real, d'1,80 metres d'alçada, o les imatges dels sants Gervasi i Protasi, per l'ermita que els està dedicada a Vilanova i la Geltrú. A més d'escultor fou dibuixant i caricaturista.
Algunes obres originals de Torrents es conserven en la Biblioteca Museu Víctor Balaguer, en col·leccions privades o en poder de la família.